# Panorpa luteola
Panorpa luteola is een insect uit de orde van de schorpioenvliegen (Mecoptera), familie van de schorpioenvliegen (Panorpidae). De wetenschappelijke naam van de soort is voor het eerst geldig gepubliceerd door Byers in 2001.
De soort komt voor in Mexico (Jalisco).